# Godofredo de Brionne
Godofredo de Brionne también Geoffrey y Godfrey (c. 962-1010), conde de Eu y posiblemente Brionne, fue un noble normando, hijo ilegítimo de Ricardo I de Normandía, y de una concubina cuyo nombre se desconoce, posiblemente casada en more danico.
El condado de Eu fue un infantazgo creado para Godofredo por su medio hermano Ricardo II de Normandía en 996 como parte de la política de Ricardo de conceder honores y títulos a los miembros cadetes de su familia. La ciudadela de Eu jugó un papel fundamental en la defensa de Normandía; el castillo y la ciudad amurallada estaban cerca del cauce del río Bresle, a solo dos millas del Canal de la Mancha. Durante mucho tiempo había sido un punto de embarque para Inglaterra y en tiempos de guerra era a menudo uno de los primeros lugares atacados.
El castillo de Brionne había estado en manos de los duques de Normandía como una de sus propias residencias, pero Ricardo II regaló la fortaleza a su medio hermano Godofredo, quien lo mantuvo de por vida, se lo pasó a su hijo Gilbert y solo fue devuelto a la propiedad del duque después de su asesinato. Tanto Geoffrey como su hijo Gilbert son llamados condes en un diploma a Lisieux otorgado por el duque Ricardo II, pero sin designaciones territoriales. Geoffrey murió hacia 1010.

## Herencia
Geoffrey estaba casado, pero se desconoce el nombre de su esposa. Fue padre de Gilberto de Brionne. 